# Nicky Butt
Nicholas "Nicky" Butt, född 21 januari 1975 i Manchester, är en engelsk före detta professionell fotbollsspelare (mittfältare) som mellan 1997 och 2004 spelade 39 matcher för det engelska landslaget. Åren 1992–2004 spelade han i Manchester United där han var med om att bli engelsk ligamästare åtta gånger. Inför säsongen 2004-2005 värvades han av Newcastle.
Nicky Butt tillhörde Manchester Uniteds "gyllene generation". Den bestod utöver Nicky av bröderna Phil och Gary Neville, Ryan Giggs, David Beckham och Paul Scholes.
Numera är Nicky Butt ansvarig för Manchester Uniteds ungdomsakademi.[när?]